# Bernard Borg

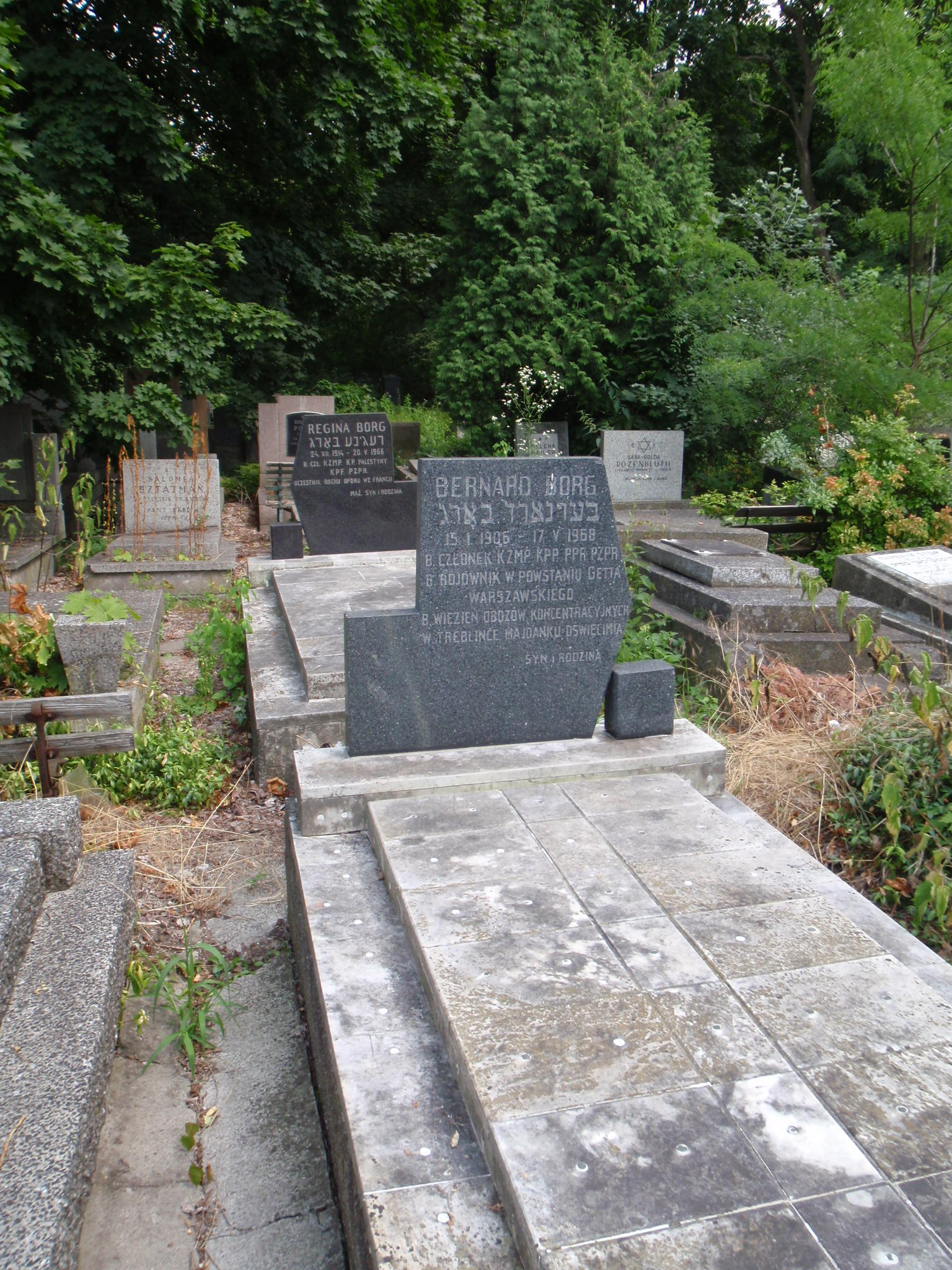
Grób Bernarda Borga na cmentarzu żydowskim w Warszawie, na dalszym planie grób jego żony Reginy

Bernard Borg, pseud. Bernard (jid. בערנאַרד באָרג; ur. 15 stycznia 1906 w Warszawie, zm. 17 maja 1968 tamże) – polski działacz komunistyczny żydowskiego pochodzenia, uczestnik powstania w getcie warszawskim.

## Życiorys
Urodził się w Warszawie, w rodzinie żydowskiej, jako syn Jakuba, urzędnika. Tam ukończył szkołę elementarną i wieczorowe kursy ogólnokształcące. Od wczesnej młodości zmuszony był zarabiać na swe utrzymanie. Pracował w różnych warszawskich przedsiębiorstwach handlowych. W 1922 wstąpił do Związku Zawodowego Pracowników Handlowych i Biurowych w Polsce. Od 1926 był członkiem Związku Młodzieży Komunistycznej (ZMK). W latach 1929–1931 wchodził w skład KD ZMK Warszawa – Powązki, a następnie KD ZMK Warszawa-Śródmieście. W 1931 wstąpił do Komunistycznej Partii Polski. Za swą działalność był kilkakrotnie aresztowany.
Podczas II wojny światowej został przesiedlony do getta warszawskiego. W 1942 wstąpił do Polskiej Partii Robotniczej. Od 1943 brał czynny udział w komórce partyjnej na terenie zakładów Toebbensa. Brał udział w organizowaniu grup Żydowskiej Organizacji Bojowej. Będąc kierownikiem politycznym jednej z tych grup uczestniczył w walkach podczas powstania w getcie. 7 maja 1943 został wywieziony do obozu w Treblince, następnie na Majdanek i do Auschwitz-Birkenau, gdzie nawiązał kontakt z obozowym ruchem oporu. Podczas marszu śmierci w styczniu 1945 udało mu się zbiec.
W lutym 1945 wrócił do Warszawy, gdzie został skierowany przez Komitet Warszawski PPR do pracy w Wojewódzkim Komitecie Żydów w Warszawie jako przewodniczący. Od 1946 działał w Polskim Związku byłych Więźniów Politycznych, gdzie do 1949 był członkiem Zarządu Głównego. W latach 1946–1949 pracował na stanowisku kierownika działu odzieżowego w Centrali Spółdzielni Wytwórczych Solidarność, był też tam kilkakrotnie sekretarzem Podstawowej Organizacji Partyjnej PPR. Należał także do PZPR. Następnie pracował w Związku Spółdzielni Pracy w Warszawie jako kierownik Biura Odzieżowo-Włókienniczego. Od 1951 pełnił funkcję przewodniczącego zarządu Związku Branżowego Spółdzielni Odzieżowych województwa warszawskiego, a w latach 1954–1957 zastępcy prezesa Wojewódzkiego Związku Spółdzielni Pracy. W latach 60. zasiadał w Zarządzie Głównym Towarzystwa Społeczno-Kulturalnego Żydów w Polsce. W 1960 przeszedł na rentę. Został odznaczony m.in. Krzyżem Komandorskim Orderu Odrodzenia Polski i Orderem Krzyża Grunwaldu III klasy (1948).
Zmarł w Warszawie. Został pochowany na cmentarzu żydowskim przy ulicy Okopowej (kwatera 8). Jego żona Regina (1914–1966) była uczestniczką Ruchu Oporu we Francji oraz członkiem KZMP KP Palestyny i PZPR.